# Fatcat (Funkband)
Fatcat (auch FATCAT geschrieben) ist eine achtköpfige Funkband aus Freiburg im Breisgau, die 2013 von Musikstudenten der Jazz & Rock Schulen Freiburg gegründet wurde.

## Geschichte
Bereits vor der eigentlichen Bandgründung bestand eine Instrumentalformation unter dem Namen Project Mayhem. Im März 2013 stieß Sänger Kenny Joyner zur Band. Mit neuer Ausrichtung des Stils wurde die Band in Fatcat umbenannt. Bereits 2013 erschien ihre erste Eigenproduktion New Funk. 2014 folgte die zweite Eigenproduktion Get On Up sowie das erste Musikvideo zur Single Light Up (in Full HD), produziert von Studenten der Hochschule Offenburg. Im November 2016 veröffentlichte die Band ihr Debütalbum Champagne Rush, das sie mit dem Produzenten Tommy W. (Freundeskreis, Massive Töne etc.) im Terra Sound Studio in Stuttgart aufnahmen und produzierten, unter dem Label Orange Goose Records. Die erste Vorab-Single Glitter & Gold erschien mit dazugehörigem Musikvideo im Oktober 2016.
2016 spielte die Band auf Festivals wie dem Jazzopen Stuttgart, dem Stimmen-Festival in Lörrach sowie dem Zelt-Musik-Festival in Freiburg. FATCAT trat als Support-Band für internationale Künstler wie Chaka Khan, Jamie Cullum, Saga oder Anastacia auf. 2017 spielte die Band auf dem Montreux Jazz Festival in der Schweiz. 2018 war die Band das erste Mal auf dem Fusion Festival in Lärz zu Gast und spielte auf Einladung des Bundespräsidenten Frank-Walter Steinmeier auf Schloss Bellevue. 2019 veröffentlichte die Band ihre dritte Studio-EP Love Child und spielte auf dem Baltic Soul Weekender am Weissenhäuser Strand. Im Jahr 2021 war FATCAT gemeinsam mit der Sängerin Hannah Wilhelm Protagonist der ersten Episode der Konzertfilmserie WeLive on Tour. Produziert wurde der Konzertfilm von der Produktionsfirma punchline studio unter der Regie der Brüder Maik und Pirmin Styrnol.

## Diskografie
| Jahr | Titel                                                  | Anmerkung                                                             |
| ---- | ------------------------------------------------------ | --------------------------------------------------------------------- |
| 2013 | New Funk                                               | Studio-EP (Eigenproduktion)                                           |
| 2014 | Get On Up                                              | Studio-EP (Eigenproduktion)                                           |
| 2016 | Champagne Rush                                         | Studioalbum, Produzent: Tommy W., erschienen bei Orange Goose Records |
| 2018 | Live at Music in the Park, Montreux Jazz Festival 2017 | Livealbum, erschienen bei Orange Goose Records                        |
| 2019 | Love Child                                             | Studio-EP erschienen bei Orange Goose Records                         |
| 2020 | GOOD.zip                                               | Studioalbum                                                           |
| 2023 | More Sugar                                             | Studioalbum                                                           |

## Musikvideos
| Jahr | Titel                                               | Anmerkung                                                                      |
| ---- | --------------------------------------------------- | ------------------------------------------------------------------------------ |
| 2015 | Light Up                                            | Single, Produzent: Benjamin Schnitzer                                          |
| 2015 | Jumpin’                                             | Konzertmitschnitt, Produzent: PixandCutz                                       |
| 2016 | Glitter & Gold                                      | Single, Produzent: PixandCutz                                                  |
| 2016 | Champagne Rush                                      | Album Release Show, Livemitschnitt – Produzent: Marc Schütrumpf, Neoxfilm GmbH |
| 2017 | How Do You Want It?                                 | Live-Session, Produzent: PixandCutz                                            |
| 2017 | Wishing Well                                        | Live-Session, Produzent: PixandCutz                                            |
| 2017 | Daydreamer                                          | Live-Session, Produzent: PixandCutz                                            |
| 2018 | Stolen Diamond                                      | Single, Produzent: PixandCutz                                                  |
| 2018 | YO! (Move Your Ass)                                 | Single, Produzent: Thunderberg Films                                           |
| 2018 | Candlelight                                         | Single, Produzent: Thunderberg Films                                           |
| 2019 | Candy Pink                                          | Single, Produzent: Thunderberg Films                                           |
| 2021 | WeLive on Tour - Episode 1: FATCAT & Hannah Wilhelm | Konzertfilm, Produzent: punchline studio                                       |